# Anastrepha stonei
Anastrepha stonei är en tvåvingeart som beskrevs av Steyskal 1977. Anastrepha stonei ingår i släktet Anastrepha och familjen borrflugor. Inga underarter finns listade i Catalogue of Life.